# 白沙罗达迈站
白沙罗达迈站是位于马来西亚雪兰莪双溪毛糯白沙罗达迈郊区的一个捷运站。它是捷运布城线的车站之一。它于2022年6月16日开通。